# Geotrygon caniceps
El camao, paloma perdiz camao  o azulona (Geotrygon caniceps) es una especie de ave columbiforme de la familia Columbidae endémica de Cuba. En La Española hay una especie similar (Geotrygon leucometopia) antes considerada subespecie.

## Nombres
En griego Geotrygon significa «paloma de tierra» y caniceps «cabeza canosa». En idioma taino, «camao» es como llamaban a las palomas. Ese es el nombre usado en el occidente de Cuba, pero hacia el oriente del país se denomina «azulona», nombre más apropiado para distinguirla de otros camaos.

## Distribución
Vive en bosques espesos, bajos y húmedos, cercanos a ciénagas o de montañas de elevación media. Se la encuentra con cierta facilidad sólo en algunas zonas de la Ciénaga de Zapata y de la Sierra del Rosario, aunque ha sido también reportada en Guantánamo, Remedios y en la Sierra de los Órganos de Pinar del Río.

## Descripción
Geotrygon caniceps mide cerca de 28 cm de largo. En el macho la frente es gris muy claro, que se va oscureciendo hacia el vértice de la cabeza. En el dorso y los laterales desde la nuca hacia atrás comienzan las coloraciones iridiscentes. En el cuello arriba es gris oscuro y atrás se vuelve verde metálico. En los hombros y arriba en la espalda el color es azul violáceo brillante. En la rabadilla y las cobertoras sobre la cola el color es azul. La cola es de color negruzco. Las alas tienen cobertoras iridiscentes que van del violáceo cerca de la espalda al verde al alejarse, las plumas primarias son de color castaño. La garganta es gris muy clara. En el cuello delante y el pecho es castaño claro y del vientre hacia atrás se hace más pálido. El iris del ojo es rojo coral. El pico en la base es rojo coral y en la punta es beige oscuro. Los tarsos son largos comparados con otras especies. Las patas son rosadas. En la hembra la coloración es menos vistosa, menos intensa en el tono y el brillo de las iridiscencias, lo que es aún menor en los inmaduros, más parduscos.
Camina por el suelo bamboleando el cuerpo. La voz es una repetición rápida en prolongadas series de un “hup” bajo u otra menos repetida, más alta y al final más intensa “hu-up”. Se alimenta de frutos y semillas. Le gustan mucho las semillas de güira.

## Nido
Anida de enero a agosto en un nido desordenado de ramitas y hojas, sobre una horqueta de tronco, de 1 a 3 metros del suelo. Pone uno y raras veces dos huevos de color blanco-amarillento. 

## Ave amenazada
Es un ave considerada como rara, con categoría de amenaza de vulnerable. Esto se debe a que es una especie con hábitat típico en bosques espesos que ya son escasos y probablemente a que sufre la caza ilegal y la depredación por especies introducidas. En el siglo XIX eran más fáciles de ver, pero nunca han sido comunes.